# Ivan Svalenius
Ivan Håkan Svalenius, född den 7 september 1906 i Karlshamn, död den 18 december 2003 i Lund, var en svensk historiker.
Svalenius blev filosofie magister 1930 och filosofie doktor och docent i historia vid Lunds universitet 1937. Han var amanuens vid Lunds landsarkiv 1935–1939, lärare vid Lunds privata elementarskola 1944–1948 och lektor vid Källängens läroverk i Malmö 1948–1973. Svalenius blev ledamot av Vetenskapssocieteten i Lund 1945 och av Kungliga Samfundet för utgivande av handskrifter rörande Skandinaviens historia 1952. Han utgav Disputationer 1803–1805 av Anders Otto Lindfors (översatta från latin, 1934), Georg Norman (dissertation 1937), Sveriges historia under Gustav Vasa (1948), Gustav Vasa (1950, 1963, 1992, 1994), Växjö stads historia (1956), Lunds privata elementarskolas historia (1958), Rikskansliet i Sverige 1560–1592 (1988, 1992). Svalenius skrev även uppsatser och recensioner i tidskrifter samt artiklar i Svenskt biografiskt lexikon. Han blev riddare av Nordstjärneorden 1963. Svalenius är gravsatt i minneslunden på Fredentorps begravningsplats.